# Esclainvillers

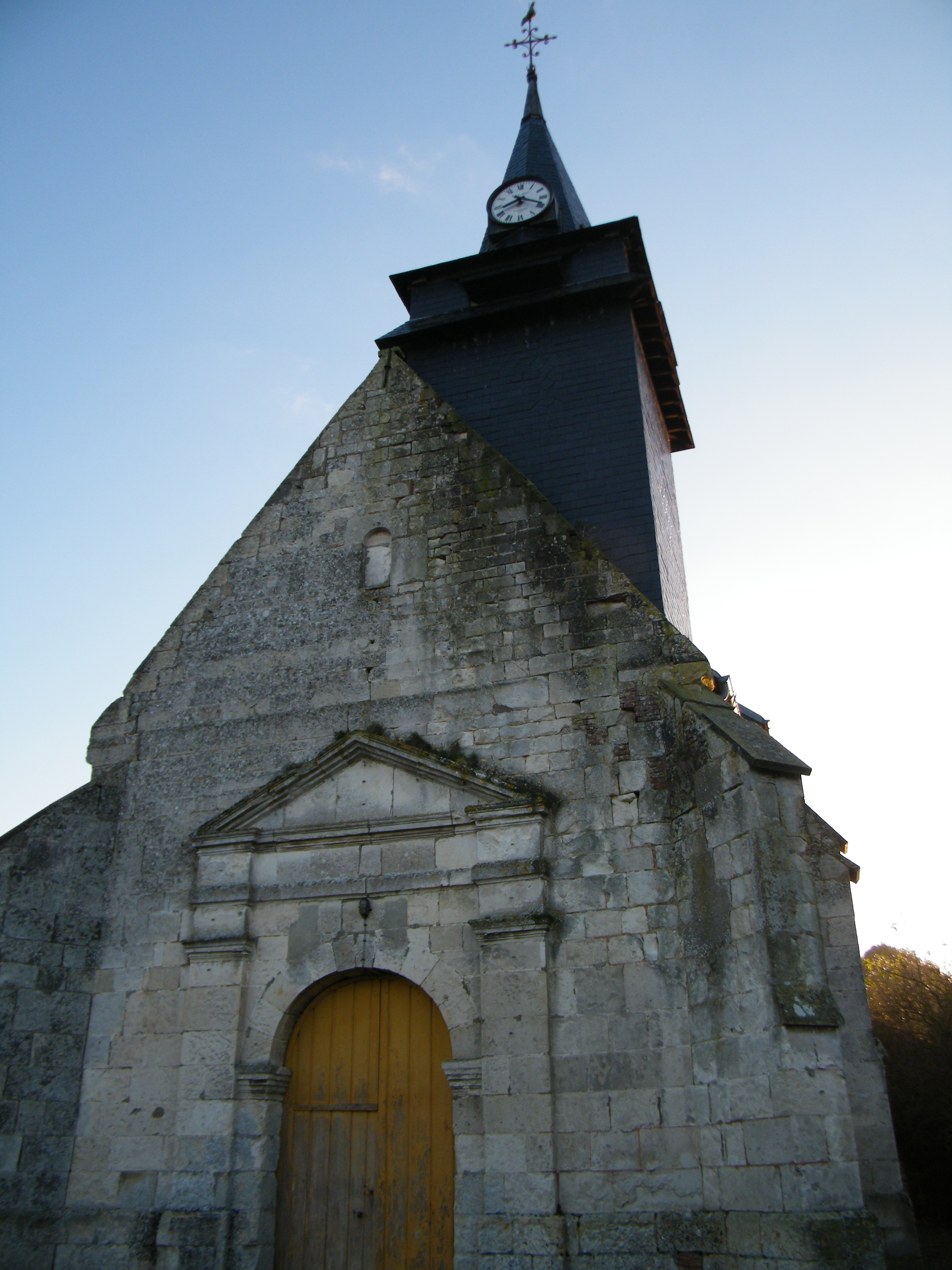
Kerk

Esclainvillers is een gemeente in het Franse departement Somme (regio Hauts-de-France) en telt 128 inwoners (2004). De plaats maakt deel uit van het arrondissement Montdidier.

## Geografie
De oppervlakte van Esclainvillers bedraagt 5,7 km², de bevolkingsdichtheid is 22,5 inwoners per km².
De onderstaande kaart toont de ligging van Esclainvillers met de belangrijkste infrastructuur en aangrenzende gemeenten.

## Demografie
Onderstaande figuur toont het verloop van het inwonertal (bron: INSEE-tellingen).